# Dama dama
El gamo común o europeo (Dama dama, a veces llamado Cervus dama) es una especie de cérvido nativa de la región mediterránea. Se diferencia del otro gran cérvido europeo, el ciervo común (Cervus elaphus), en su menor tamaño, sus astas palmeadas y su manto de pelo pardo-rojizo salpicado de motas blancas en primavera y verano (ocasionalmente con una banda oscura en el lomo).

## Morfología

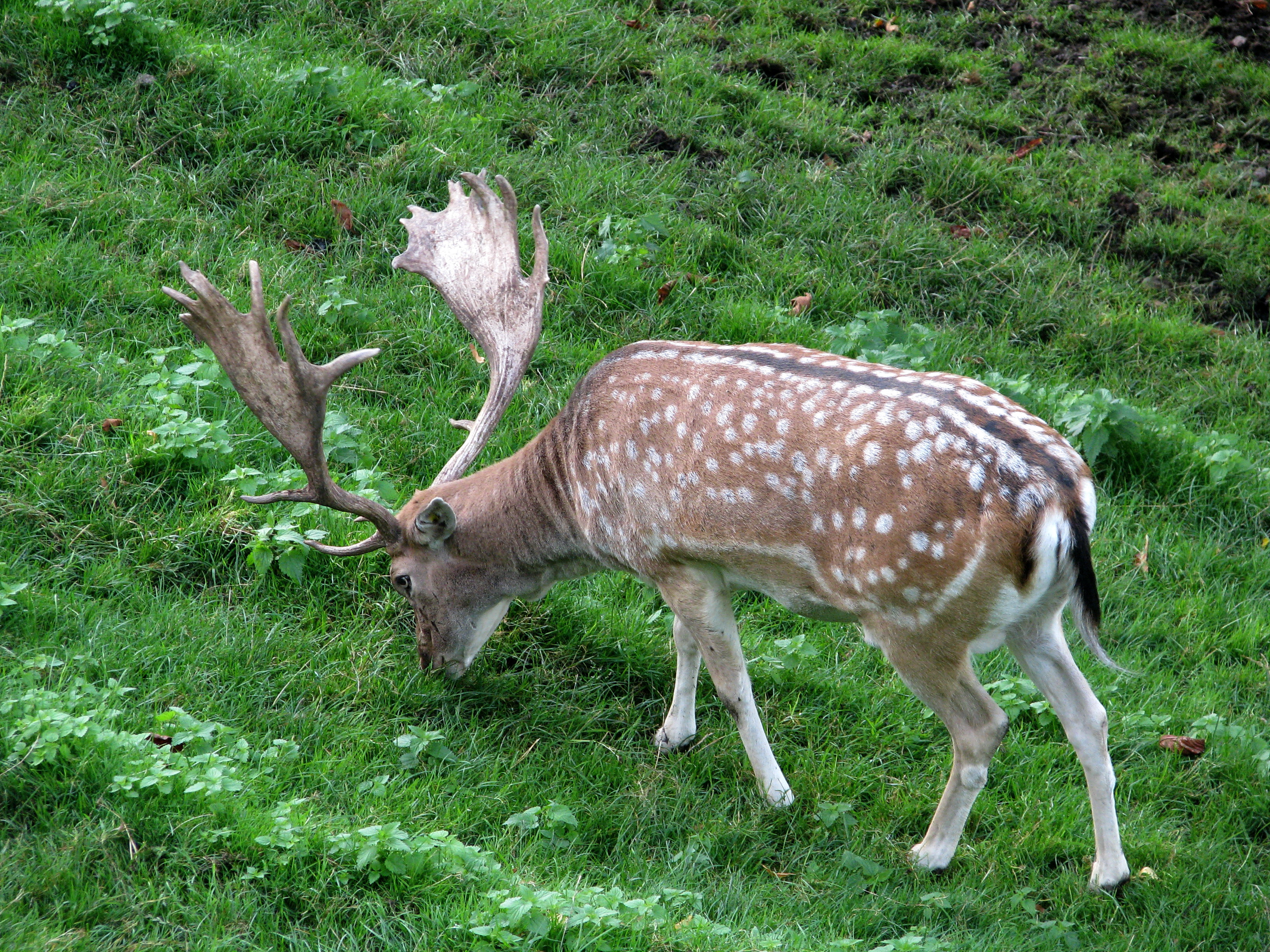
Macho pastando en el que se aprecia su franja negra en la espalda y su escudo anal.

El gamo presenta un notable dimorfismo sexual. Únicamente los machos tienen astas que están inclinadas hacia atrás, y presentan tres candiles y una zona palmeada, típicos de la especie. La cornamenta muda anualmente, como en la mayoría de los cérvidos, cayéndose a finales de marzo o principios de abril para empezar a crecer inmediatamente, completándose su crecimiento a finales de junio y principios de julio. La longitud del gamo varía entre los 129-155 cm de los machos y los 118-140 cm de las hembras. El peso medio para los machos es de 58 kg y 45 kg para las hembras.
El diseño de su escudo anal es característico, tiene el fondo blanco y está enmarcado por dos franjas negras que le dan forma de corazón partido, al estar atravesado por la cola de dorso negro de hasta 19 cm. Este diseño permite diferenciar especialmente a las hembras del gamo de las ciervas, con las que se las podría confundir, ya que aunque en primavera y verano su patrón de manchas blancas en el lomo las diferencia mucho, en invierno desaparecen las motas blancas del lomo al volverse su pelaje más oscuro y ligeramente grisáceo; aunque el vientre, glúteos y parte inferior de las patas y la cola permanecen blancos todo el año.
La especie presenta gran variedad individual en el color de capa, que va desde el blanco que presentan algunos individuos, no albinos ya que sus ojos presentan coloración normal, hasta el gris oscuro casi negro de individuos melánicos, aunque el color pardo rojizo con un patrón de manchas blancas, único en cada individuo, es el más habitual. También es corriente en algunos ejemplares tener una franja oscura que recorre toda la columna dividiendo el lomo en dos paneles.
Está estrechamente emparentado con el gamo persa Dama mesopotamica, considerado por algunos autores una subespecie de Dama dama.

## Distribución y hábitat

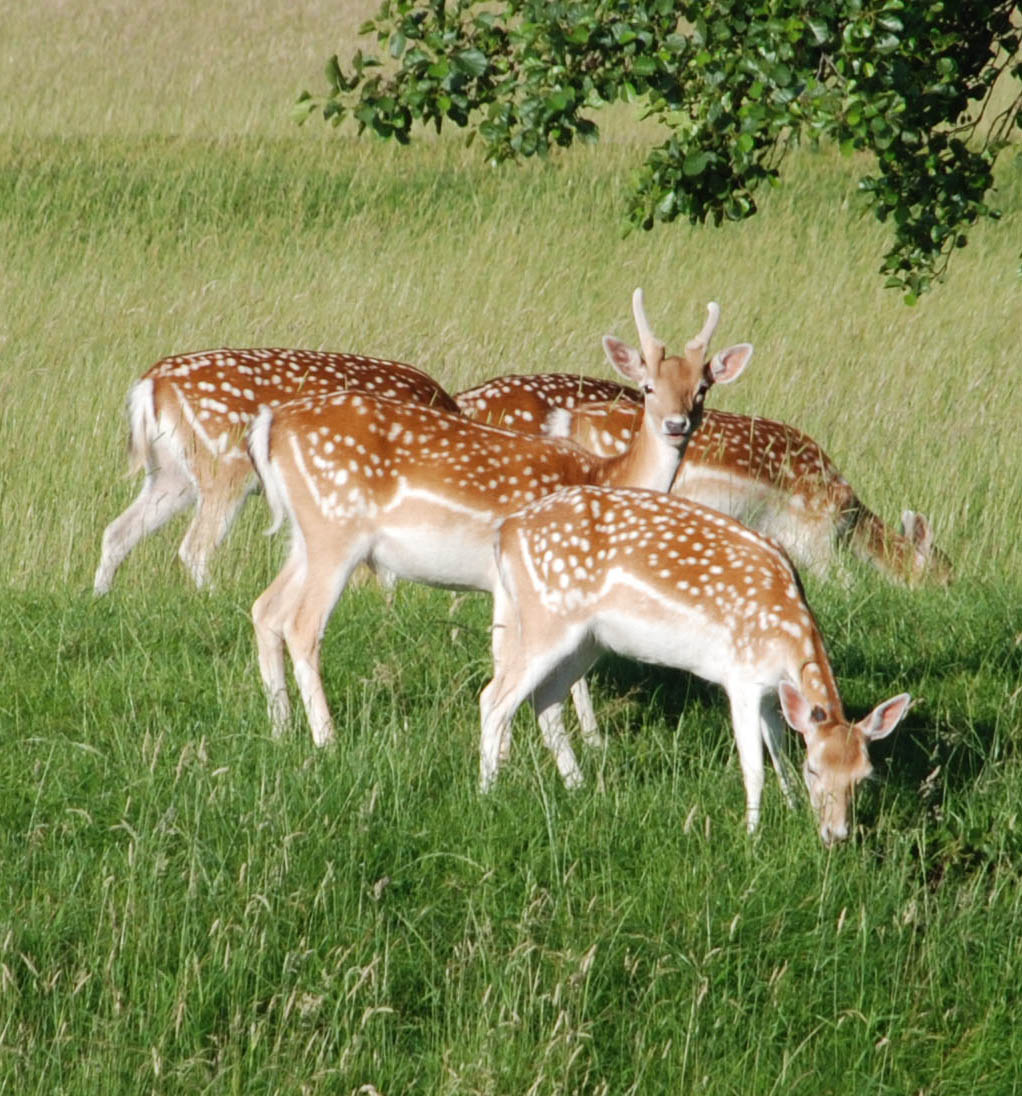
Grupo de hembras con un macho al que le empieza a crecer la cuerna.

La especie ocupó gran parte de Europa y Asia Occidental durante el último periodo interglaciar, pero se extinguió de amplias zonas de su territorio, incluida la península ibérica, al inicio de la última glaciación, quedando reducida su distribución a Asia menor y posiblemente el Mediterráneo oriental, hasta que fue reintroducida en gran parte de su antiguo ámbito, incluida la península ibérica, en tiempos históricos. En la actualidad los gamos se han introducido en gran parte de Europa y además en Estados Unidos, México, Perú, Chile, Sudáfrica, Uruguay, Argentina, Australia, Nueva Zelanda e islas Fiyi.
Esta especie prefiere los bosques de hoja caduca relativamente húmedos, donde se alimenta preferentemente de hojas de árboles y arbustos y en menor medida de hierbas. En la antigüedad, el gamo se convirtió en una presa codiciada por los cazadores, sobre todo los pertenecientes a las clases altas. Esto, paradójicamente, contribuyó a su conservación e introducción en varios lugares donde antes no estaba presente o se había extinguido durante la última era glacial. La mayor expansión se produjo durante el Imperio romano y la Edad Media, cuando la especie fue introducida en Europa central, las islas británicas y el sur de la península escandinava y Finlandia. A su pariente, el gamo persa (Dama mesopotamica), le fue incluso peor, y llegó a creerse extinta hasta que se redescubrieron unas cuantas cabezas en una región remota del suroeste de Irán. Los gamos europeos suelen ser habitantes habituales de los parques y jardines de varios países, donde se crían con fines ornamentales.

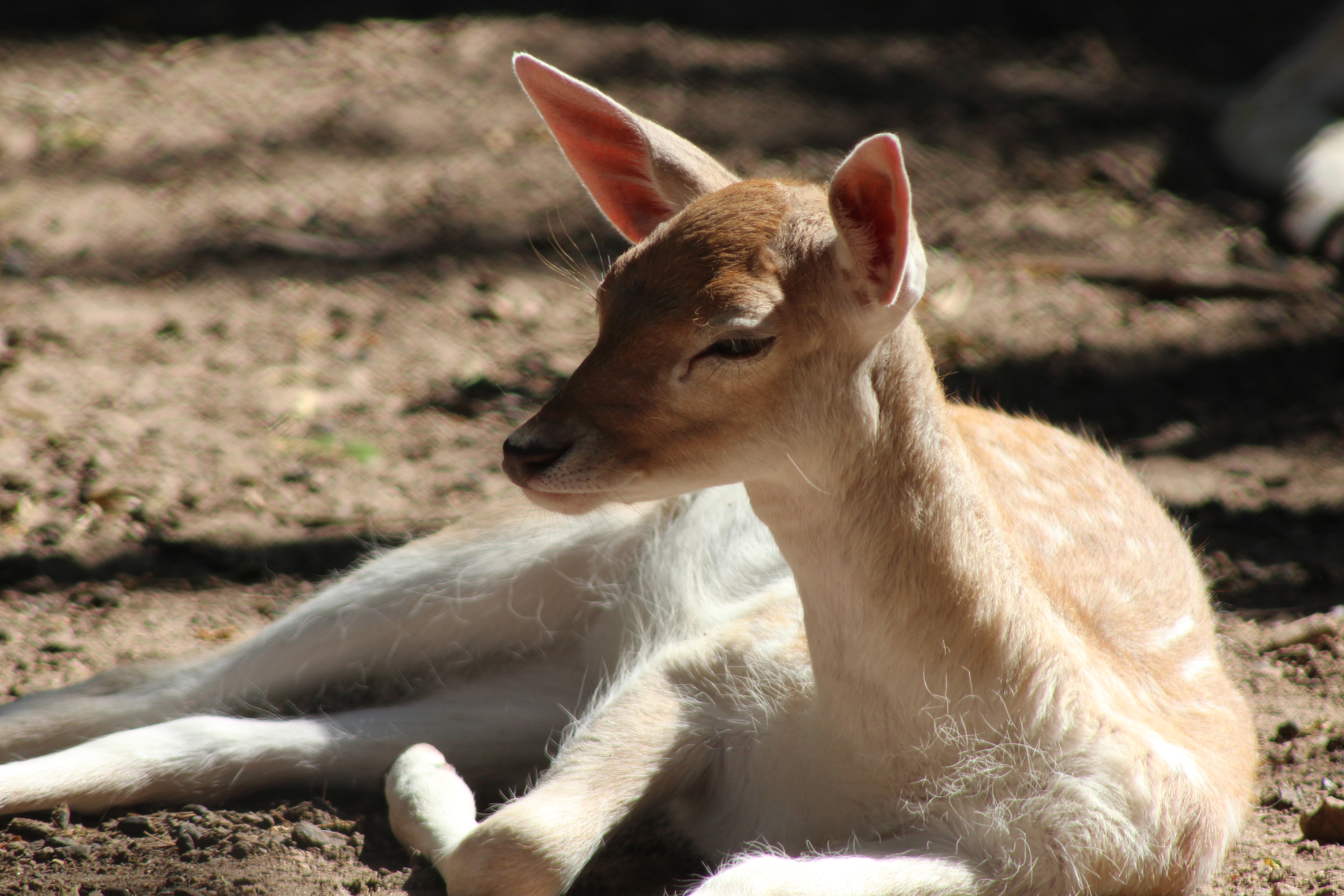
Un juvenil en zoo de Uruguay.

Al contrario que otros cérvidos de su tamaño, no forma manadas sino que vive en grupos familiares de menos de 10 individuos, o bien lleva una vida solitaria. Un macho se une a uno de estos grupos durante la época de celo, normalmente en octubre. En junio las hembras preñadas paren una cría, rara vez dos o incluso tres.

## Reproducción
El gamo es una especie polígama. La época de apareamiento tiene lugar a principios de otoño, recién terminada la de los ciervos, este periodo recibe el nombre de la ronca, en referencia al sonido que emiten los machos para advertir a sus oponentes y atraer a las hembras. Los machos adultos marcan su territorio y compiten con otros machos por el dominio y derecho a cubrir a las hembras. El periodo de gestación dura 8 meses y generalmente tienen una cría por cada embarazo, produciéndose los partos a partir de finales de mayo.